# Glan rind
La Glan rind est une race bovine allemande.

## Origine historique
Elle est originaire de la vallée de Glan en Palatinat rhénan nord. Christian IV, duc de Palatinat-Deux-Ponts au XVIIIe siècle a demandé que soit améliorée la race locale rouge et de taille réduite. Pour cela, des taureaux Suisses (races simmental et braunvieh) ont été importés dès 1762. Deux races sont alors créées: la glan, claire et laitière, et la donnersberg, plus sombre et musclée. Au XIXe siècle, les deux races seront fusionnées sous le nom de Glan-Donnersberg et exportées dans les royaumes voisins. Le herd-book date de 1898. Dans les années 1920, des croisements avec la gelbvieh sont destinés à augmenter la puissance de travail. Cependant, la mécanisation rend cette opération inutile et fait diminuer la production laitière. Du sang de danoise rouge est alors insufflé. C'est le début de la banalisation de cette race. Ensuite, elle reçoit l'influence génétique de l'Angeln. En 1967, la race pure cesse d'être maintenue et le herd-book ferme en 1972. Cependant, en 1985, une association de promotion et de sauvegarde est créée. Elle compte maintenir la race à partir de 25 vaches dont 4 seulement sont en race pure et avec du sperme congelé de taureaux de race. La contribution de taureaux croisés avec la gelbvieh (génétique proche) a cependant été rendue nécessaire pour ne pas risquer une trop grande consanguinité. L'effectif est remonté à 600 vaches en 2003.
Cette race est inscrite en 2016 comme « race menacée de l'année » à la liste de la Gesellschaft zur Erhaltung alter und gefährdeter Haustierrassen.

## Morphologie

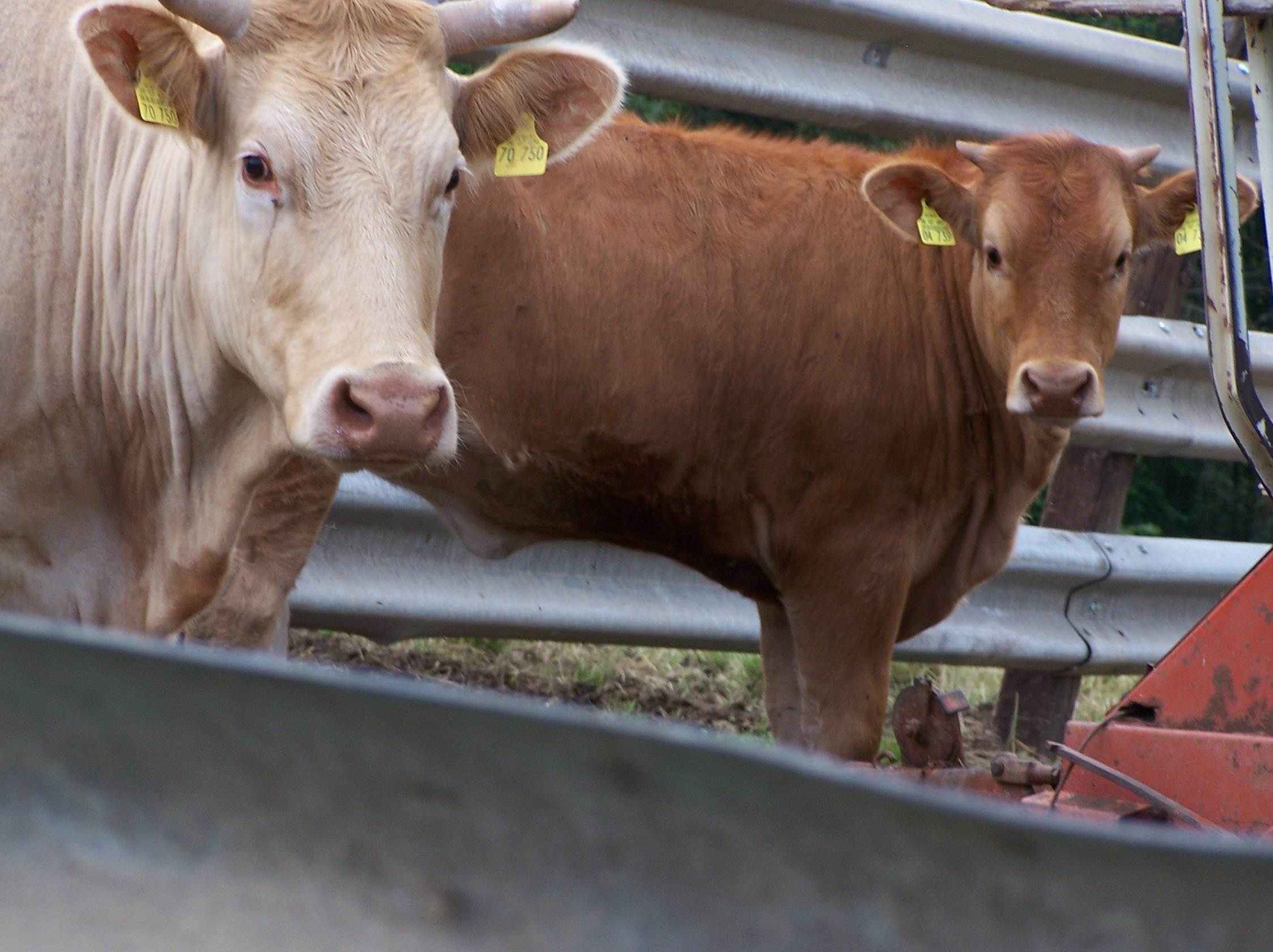
Differentes couleurs de robe

Elle porte une robe blonde-froment à rouge, des muqueuses claires et de courtes cornes claires à pointe ardoise. 
La vache mesure 140 cm et pèse 600 à 700 kg et le taureau 148 cm pour 1 000 à 1 100 kg.

## Aptitude

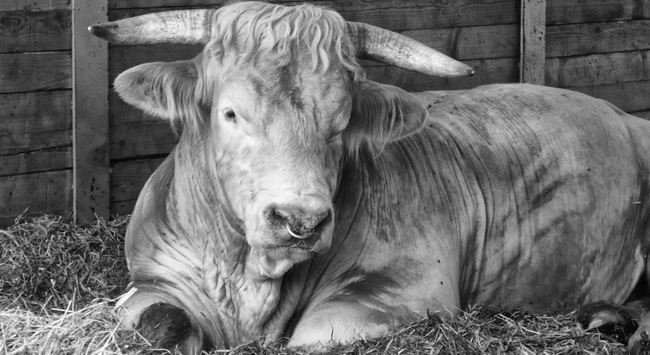
Un taureau

La race est classée mixte, mais la production laitière (4400 kg en 1995) ne fait pas le poids face aux races plus spécialisée. Grâce à sa rusticité et à sa conformation, elle vêle facilement, nourrit bien son veau qui grandit vite. Elle a tous les atouts pour être une race mère en croisements avec des taureaux de race bouchère, dès lors que les effectifs ne seront pas exclusivement tournés vers sa préservation. 